# My Super Ex-Girlfriend
My Super Ex-Girlfriend is een Amerikaanse speelfilm uit 2006, onder regie van Ivan Reitman. Hoofdrollen worden vertolkt door Uma Thurman, Luke Wilson en Anna Faris.

## Verhaal
De film draait om een man genaamd Matt Saunders. Hij is in het geheim verliefd op een vrouw genaamd Hannah Lewis, maar durft haar nooit mee uit te vragen. Op een dag ontmoet hij de verlegen Jenny Johnson. Nadat hij haar tas, die was gestolen, terugbezorgt, krijgen de twee een relatie. Jenny wordt echter steeds baziger en agressiever in hun relatie. Uiteindelijk biecht ze op dat ze in werkelijkheid de superheldin G-Girl is.
Matt wordt na deze onthulling afstandelijker van haar en schraapt eindelijk de moed bijeen om een relatie op te bouwen met Hannah. Dit tot afgrijzen van Jenny, die zich verraden voelt. Ze gebruikt haar superkrachten om Matt in het openbaar te vernederen, wat hem uiteindelijk zelfs zijn baan kost. Professor Bedlam, Jenny’s voormalige vriend maar nu haar aartsvijand, zoekt contact met Matt en biedt aan hem te helpen.
Matt wil aanvankelijk niet met hem samenwerken omdat hij vermoedt dat Bedlam kwaad in de zin heeft, maar nadat Jenny hem en Hannah aanvalt met een witte haai komt hij terug op zijn beslissing. Op Bedlams aandringen lokt Matt Jenny naar een plek waar ze kan worden blootgesteld aan een stukje van de meteoriet die haar oorspronkelijk haar superkrachten gaf. Deze zal volgens Bedlam Jenny haar krachten ontnemen. Bedlams plan slaagt en Jenny wordt machteloos.
Wanneer Jenny probeert haar krachten terug te stelen, worden zowel zij als Hannah blootgesteld aan de meteoriet en krijgen beide superkrachten. De twee dames vechten het uit om Matts aandacht. Matt roept hen echter tot de orde en overtuigt Jenny dat Bedlam haar ware liefde is, niet hij. Jenny en Bedlam leggen het bij. Hannah wordt net als Jenny een superheldin.

## Rolverdeling
| Acteur       | Personage            |
| ------------ | -------------------- |
| Uma Thurman  | Jenny Johnson/G-girl |
| Luke Wilson  | Matt Saunders        |
| Anna Faris   | Hannah Lewis         |
| Eddie Izzard | Professor Bedlam     |
| Rainn Wilson | Vaugn                |
| Wanda Sykes  | Carla Dunkirk        |

## Achtergrond

### Productie
Schrijver Don Payne kreeg het idee voor de film terwijl hij werkte voor The Simpsons. Hij schreef ene eerste scenario getiteld Super Ex, wat de aandacht trok van Regency Enterprises en regisseur Ivan Reitman. De film werd opgepikt voor productie. Opnames vonden plaats in New York en namen iets meer dan vier weken in beslag.

### Ontvangst
De film ging in de Verenigde Staten en Canada in première in 2702 bioscopen. In het openingsweekend bracht de film 8.603.460 dollar op. De wereldwijde opbrengst van de film kwam uiteindelijk uit op 60.984.606.
Reacties op de film waren gemiddeld. Op Rotten Tomatoes scoort de film 40% aan goede beoordelingen. Tevens vonden critici dat de film een te lage leeftijdsgrens had meegekregen vanwege enkele thema’s in de film.

## Prijzen en nominaties
In 2007 werd “My Super Ex-Girlfriend” genomineerd voor een MTV Movie Award in de categorie “beste gevecht” (tussen Uma Thurman, Anna Faris).